# Pimelea microcephala
Pimelea microcephala är en tibastväxtart. Pimelea microcephala ingår i släktet Pimelea och familjen tibastväxter.

## Underarter
Arten delas in i följande underarter:
- P. m. glabra
- P. m. microcephala